# Mandriá (Limassol)
Mandriá är en ort i Cypern. Den ligger i distriktet Limassol, i den centrala delen av landet, 60 km sydväst om huvudstaden Nicosia. Mandriá ligger 792 meter över havet och antalet invånare är 107. Den ligger på ön Cypern.
Terrängen runt Mandriá är huvudsakligen kuperad, men norrut är den bergig.Trakten runt Mandriá är glesbefolkad, med 17 invånare per kvadratkilometer. Närmaste större samhälle är Sotíra, 17,8 km söder om Mandriá. == Kommentarer ==
1. ↑  Framräknat ur höjduppgifter (DEM 3") från Viewfinder Panoramas.[3] Mer om algoritmen finns här: Användare:Lsjbot/Algoritmer.
2. ↑  Framräknat ur variansen i alla höjduppgifter (DEM 3") från Viewfinder Panoramas, inom 10 km radie.[3] Mer om algoritmen finns här: Användare:Lsjbot/Algoritmer.